# Digitalism
Digitalism – niemiecki zespół tworzący muzykę elektroniczną, założony w Hamburgu w 2004 roku.
Zespół odwiedził Polskę po raz pierwszy 6 czerwca 2009 roku z DJ-setem na Selector Festival w Krakowie.

## Dyskografia

### Albumy
- Idealism (2007)[1]
- I Love You Dude (2011)[1]
- Mirage (2016)[1]
- JPEG (2019)[1]

### Single
- Idealistic (2004)[2]
- Zdarlight (2005)[2]
- Jupiter Room (2006)[2]
- Pogo (2007)[3]
- Holograms (2018)[4]
- Glow (2018)
- Automation (2018)